# Deutscher Slavistiktag
Der Deutsche Slavistiktag (bis 2020 Deutscher Slavistentag) ist der nationale Kongress der deutschen Slawistik, der seit 1964 vom Verband der deutschen Slavistik (bis 2020 Deutscher Slavistenverband) veranstaltet wird (ursprünglich gemeinsam mit dem Deutschen Russischlehrerverband) und alle 3–4 Jahre jeweils am Ort einer Universität mit slawistischem Institut stattfindet.

## Geschichte
Die Zahl der aktiven Teilnehmenden lag in den letzten Jahren zwischen 150 und 200 (2001 etwa waren 196 Vortragende angemeldet, 2009 haben 150 Vorträge stattgefunden). Bis 1990 war der Slavistentag (ebenso wie der Slavistenverband) eine rein westdeutsche Veranstaltung. Dies gilt auch noch für die Vorträge auf dem nur sechs Tage nach der Wiedervereinigung im ehemaligen Westteil Berlins abgehaltenen Kongress, da die Planungen bereits lange vorher abgeschlossen gewesen waren; allerdings waren unter den Zuhörern und Diskussionsteilnehmern viele ostdeutsche Wissenschaftler. Seit 1980 gibt es eine ständige Slavistiktagskommission beim Verband der deutschen Slavistik, die die Durchführung des Kongresses organisiert.
Im Rahmen des Deutschen Slavistiktages wird jeweils auch die Jahrestagung des Verbandes der deutschen Slavistik abgehalten, aus der heraus als drei- bzw. vierjährlich stattfindende besondere Form der Slavistentag (jetzt: Slavistiktag) entstanden ist.

## Teilnahme
Einen sprach- oder literaturwissenschaftlichen Vortrag auf dem Deutschen Slavistiktag dürfen alle promovierten Slawistinnen und Slawisten halten, die an deutschen Universitäten forschen oder in Deutschland promoviert oder habilitiert haben. (Daneben werden regelmäßig auch Ausnahmen gemacht, insbesondere für deutschsprachige Slawistinnen und Slawisten aus Österreich und der Schweiz und bis 1990 aus der DDR.) 2015 waren erstmals auch je eine Sektion für Doktorandinnen und Doktoranden vorgesehen.
Die Sektionen zur Landeskunde und Didaktik des Russischen stehen auch Russischlehrerinnen und Russischlehrern offen, wobei die Vorträge in der Vergangenheit vom Deutschen Russischlehrerverband ausgewählt wurden. Seit 2005 gibt es darüber hinaus eine Sektion für andere Osteuropawissenschaften, die von der Deutschen Gesellschaft für Osteuropakunde veranstaltet wird.

## Chronologie
1. 1964 Heidelberg
2. 1968 Marburg
3. 29.–31. Oktober 1982 Göttingen
4. Oktober 1986 Hamburg
5. 9.–11. Oktober 1990 Berlin
6. Oktober 1994 Leipzig
7. 28. September – 1. Oktober 1997 Bamberg[4]
8. 30. September – 3. Oktober 2001 Potsdam
9. 4.–6. Oktober 2005 München
10. 1.–3. Oktober 2009 Tübingen[5]
11. 3.–6. Oktober 2012 Dresden[6]
12. 1.–3. Oktober 2015 Gießen
13. 24.–26. September 2019 Trier[7]
14. 21.–24. September 2022 Ruhr-Universität Bochum[8]
15. 2026 geplant in Jena